# Turquie au Concours Eurovision de la chanson 2012
La Turquie a participé au Concours Eurovision de la chanson 2012 et a sélectionné son artiste et sa chanson via une sélection interne, organisée par le diffuseur turc TRT. C'est à ce jour — en 2025 — la dernière participation de la Turquie à l'Eurovision.

## Sélection interne
Can Bonomo est annoncé le 9 janvier 2012 comme le représentant de la Turquie au Concours Eurovision de la chanson 2012. La chanson, quant à elle, est révélée le 22 février.

## À l'Eurovision
La Turquie participe à la seconde moitié de la seconde demi-finale le 24 mai en passant en 13e position entre la Géorgie et l'Estonie et se qualifie pour la finale du 26 mai en prenant la cinquième place de la demi-finale avec 80 points.
Lors de la finale, le pays passe en 18e position entre la Suède et l'Espagne et termine à la 7e place du concours avec 112 points.

### Points accordés à la Turquie
| 12 points | 10 points   | 8 points              | 7 points                    | 6 points                                       |
| --------- | ----------- | --------------------- | --------------------------- | ---------------------------------------------- |
| - Malte   | - Macédoine | - Bulgarie            | - France - Pays-Bas - Suède | - Bosnie-Herzégovine - Allemagne - Royaume-Uni |
| 5 points  | 4 points    | 3 points              | 2 points                    | 1 point                                        |
|           |             | - Géorgie - Slovaquie | - Estonie - Ukraine         | - Norvège                                      |

| 12 points              | 10 points            | 8 points                                   | 7 points                        | 6 points                          |
| ---------------------- | -------------------- | ------------------------------------------ | ------------------------------- | --------------------------------- |
| - Azerbaïdjan          | - Albanie            | - Allemagne - Macédoine - Malte - Pays-Bas | - Belgique - Bulgarie - Géorgie | - Suède                           |
| 5 points               | 4 points             | 3 points                                   | 2 points                        | 1 point                           |
| - France - Saint-Marin | - Bosnie-Herzégovine | - Autriche - Hongrie - Roumanie - Suisse   | - Danemark                      | - Israël - Lituanie - Royaume-Uni |

### Points accordés par la Turquie
| 12 points | Bosnie-Herzégovine |
| 10 points | Bulgarie           |
| 8 points  | Macédoine          |
| 7 points  | Pays-Bas           |
| 6 points  | Malte              |
| 5 points  | Suède              |
| 4 points  | Norvège            |
| 3 points  | Géorgie            |
| 2 points  | Lituanie           |
| 1 point   | Portugal           |

| 12 points | Azerbaïdjan        |
| 10 points | Bosnie-Herzégovine |
| 8 points  | Macédoine          |
| 7 points  | Russie             |
| 6 points  | Suède              |
| 5 points  | Albanie            |
| 4 points  | Roumanie           |
| 3 points  | Grèce              |
| 2 points  | Malte              |
| 1 point   | Hongrie            |